# Dobrzyca (Piła)
Pour les articles homonymes, voir Dobrzyca.
Dobrzyca (prononciation : [dɔˈbʐɨt͡sa]) est un village polonais de la gmina de Szydłowo dans le powiat de Piła de la voïvodie de Grande-Pologne dans le centre-ouest de la Pologne.
Il se situe à environ 14 kilomètres au nord-est de Szydłowo (siège de la gmina), 9 kilomètres au nord-est de Piła (siège du powiat), et à 92 kilomètres au nord de Poznań (capitale de la Grande-Pologne).

## Histoire
De 1815 à 1945, Borkendorf fait partie de l'arrondissement de Deutsch Krone dans le district de Marienwerder, au sein de la province de Prusse-Occidentale.
De 1975 à 1998, le village faisait partie du territoire de la voïvodie de Piła.

Depuis 1999, Dobrzyca est situé dans la voïvodie de Grande-Pologne.